# ترماغنت

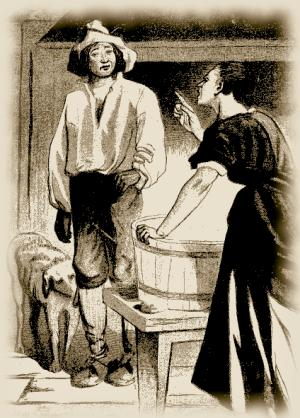

ترماغنت (بالإنجليزية: Termagant)‏ هو إله مصطنع نسبه منتقدو الإسلام الأوروبيون القدامى في العصور الوسطى أن مسلمين يعبدونه.

## أصل المعتقد
يمثل الأدب الأوروبي في العصور الوسطى المسلمين وثنيين يعبدون محمد إلهًا كما يمثلهم عابدين آلهة مختلفة؛ وتتعدد هذه الآلهة من أبولو وحتى لوسيفر. ولكن كان الأدب الأوروبي دائما ما يشير إلى زعيم هذه الألهة إله يسمى «ترماغنت».
وأصل الاسم غير معروف وهو ليس مشتقا من أي وجه من أوجه العقيدة أو العبادات الإسلامية.

## في الأدب
مهما كان الأصل فإن ترماغانت أصبح مشهورا في الأدب الأوروبي بأنه الإله الرئيسي للمسلمين.
- ففي مطلع القرن الخامس عشر يصور سلطان وهو يقسم بإلهه ترماغانت وبمحمد. وفي نشيد رولاند يرسم المسلمون وهم يهينون آلهتهم الوثنية بعد هزيمتهم في معركة: حيث [1]

يخلعون الجوهرة الحمراء من ترماغانت، ويرمون محمدا في الخندق
- وفي حكايات كانتربري يقسم أحد الفرسان بترماغانت.
- وفي عصر شكسبير أصبحت الكلمة تشير إلى شخص متسلط حيث ذكر شكسبير ترماغانت في هاملت.

## هوامش
1. ↑  E Tervagan tolent sun escarbuncle، / E Mahumet enz en un fosset butent،